# 伊勢貞遠
伊勢 貞遠（いせ さだとお）は、室町時代から戦国時代にかけての人物。

## 生涯
伊勢貞房の長男。同族の伊勢貞宗（下総守であった貞牧の子）の猶子となった。足利義稙（義材）に仕え、その時代の故実を記した『殿中申次記』を著した。『殿中申次記』は『群書類従』に収められている。『北野社家日記』によると、延徳3年8月10日（1491年9月13日）に今川龍王丸の元にいた同族の伊勢盛時に対して便宜を与える書状を差し出したとされる。永正13年正月（1516年2月3日）には裏打直垂を許されて出仕する幕臣の中に貞遠の名が見えている。